# فراموشجان
فراموشجان (بالإنجليزية: Faramush Jan)‏ هي قرية تقع في قسم تشنارود الشمالي الريفي (مقاطعة تشادغان) في إيران. يقدر عدد سكانها بـ 991 نسمة بحسب إحصاء 2016.